# باول كارتر (لاعب دارت)
باول كارتر (بالإنجليزية: Paul Carter)‏ هو لاعب دارت بريطاني، ولد في 30 أغسطس 1974 في Boscombe ‏ في المملكة المتحدة.

## وصلات خارجية
- باول كارتر على موقع DartsDatabase.co.uk (الإنجليزية)